# 12e cérémonie des British Independent Film Awards
La 12e cérémonie des British Independent Film Awards, organisée par le jury du Festival de Raindance, a eu lieu le 6 décembre 2009, et a récompensé les films indépendants réalisés dans l'année.

## Palmarès

### Meilleur film indépendant britannique
- Moon
  - Une éducation (An Education)
  - Fish Tank
  - In the Loop
  - Nowhere Boy

### Meilleur réalisateur
- Andrea Arnold pour Fish Tank
  - Armando Iannucci pour In the Loop
  - Duncan Jones pour Moon
  - Jane Campion pour Bright Star
  - Lone Scherfig pour Une éducation (An Education)

### Meilleur acteur
- Tom Hardy pour le rôle de Michael Gordon Peterson dans Bronson
  - Aaron Johnson pour le rôle de John Lennon dans Nowhere Boy
  - Andy Serkis pour le rôle de Ian Dury dans Sex & Drugs & Rock & Roll
  - Peter Capaldi pour le rôle de Malcolm Tucker dans In the Loop
  - Sam Rockwell pour le rôle de Sam Bell dans Moon

### Meilleure actrice
- Carey Mulligan pour le rôle de Jenny Miller dans Une éducation (An Education)
  - Abbie Cornish pour le rôle de Fanny Brawne dans Bright Star
  - Emily Blunt pour le rôle de la reine Victoria dans Victoria : Les Jeunes Années d'une reine  (The Young Victoria)
  - Katie Jarvis pour le rôle de Mia Williams dans Fish Tank
  - Sophie Okonedo pour le rôle de Sandra Laing dans Skin

### Meilleur acteur dans un second rôle
- John Henshaw pour le rôle de Meatballs dans Looking for Eric
  - Alfred Molina pour le rôle de Jack Miller dans Une éducation (An Education)
  - Jim Broadbent pour le rôle de Sam Longson dans The Damned United
  - Michael Fassbender pour le rôle de Connor dans Fish Tank
  - Tom Hollander pour le rôle de Steve Foster dans In the Loop

### Meilleure actrice dans un second rôle
- Anne-Marie Duff pour le rôle de Julia Lennon dans Nowhere Boy
  - Kerry Fox pour le rôle de Mrs. Brawne dans Bright Star
  - Kierston Wareing pour le rôle de Joanne dans Fish Tank
  - Kristin Scott Thomas pour le rôle de Mimi Smith dans Nowhere Boy
  - Rosamund Pike pour le rôle de Helen dans Une éducation (An Education)

### Meilleur espoir
- Katie Jarvis – Fish Tank
  - Christian McKay – Me and Orson Welles
  - Edward Hogg – White Lightnin'
  - George MacKay – The Boys Are Back
  - Hilda Péter – Katalin Varga

### Meilleur scénario
- In the Loop – Jesse Armstrong,  Simon Blackwell,  Armando Iannucci et Tony Roche
  - Une éducation (An Education) – Nick Hornby
  - Fish Tank – Andrea Arnold
  - Moon – Nathan Parker
  - Nowhere Boy – Matt Greenhalgh

### Meilleure production
- Bunny and the Bull
  - Bronson
  - The Hide
  - L'Imaginarium du docteur Parnassus (The Imaginarium of Doctor Parnassus)
  - Katalin Varga

### Meilleur technicien
- Bright Star – Greig Fraser (photographie)
  - Bunny and the Bull – Gary Williamson (décors)
  - Fish Tank – Robbie Ryan (photographie)
  - Moon – Clint Mansell (musique)
  - Moon – Tony Noble (décors)

### Meilleur documentaire britannique
- Mugabe et l'Africain Blanc (Mugabe and the White African)
  - L'Âge de la stupidité (The Age of Stupid)
  - The End of The Line
  - Sons of Cuba
  - Sounds Like Teen Spirit

### Meilleur court métrage britannique
- Love You More
  - Christmas with Dad
  - Leaving
  - Sidney Turtlebaum
  - Washdays

### Meilleur film étranger
- Morse (Let the Right One In) •  Suède
  - Il Divo •  Italie
  - Démineurs (The Hurt Locker) •  États-Unis
  - Sin Nombre •  Mexique/ États-Unis
  - The Wrestler •  États-Unis

### Douglas HickoxAward
Meilleur premier film.
- Duncan Jones – Moon
  - Armando Iannucci – In the Loop
  - Peter Strickland – Katalin Varga
  - Sam Taylor-Wood – Nowhere Boy
  - Samantha Morton – The Unloved

### RaindanceAward
- Down Terrace
  - Colin
  - La Disparition d'Alice Creed (The Disappearance of Alice Creed)
  - Exam
  - They Call It Acid

### Richard HarrisAward
- Daniel Day-Lewis

### VarietyAward
- Sir Michael Caine

### Special Jury Prize
- Baz Bamigboye